# Aerangis splendida
Aerangis splendida är en orkidéart som beskrevs av Joyce Stewart och La Croix. Aerangis splendida ingår i släktet Aerangis och familjen orkidéer. Inga underarter finns listade i Catalogue of Life.